# Spodoptera eridania
Espèce
Spodoptera eridania (en anglais semi-tropical armyworm, c'est-à-dire « légionnaire semi-tropical ») est une espèce d'insectes lépidoptères de la famille des Noctuidae, originaire d'Amérique.
Cette espèce phytophage a une gamme d'hôtes très large. Les dégâts sont dus aux larves (chenilles) qui consomment les feuilles des plantes et peuvent dans certains cas provoquer une défoliation totale. Les cultures les plus touchées en Amérique sont la tomate et la patate douce.

## Synonymes
Selon Moths of Jamaica :
- Actinotia derupta Morrison 1875
- Callierges recondita Moeschler 1890
- Leucania externa Walker 1856
- Leucania nigrofascia Hulst 1881
- Noctua linea Fabricius 1794
- Phalaena phytolaccae J.E. Smith 1797
- Prodenia ignobilis Butler 1878
- Prodenia strigifera Walker 1858
- Xylina bipunctata Walker 1857
- Xylina inquieta Walker 1857
- Xylomyges amygia Guenee 1852
- Xylomyges putrida Guenee 1852

## Distribution
L'aire de répartition de Spodoptera eridania comprend la plupart des régions tropicales et subtropicales d'Amérique.
L'espèce se rencontre notamment en Amérique du Nord, au Mexique et dans les régions du sud-est des États-Unis (notamment Floride, Caroline du Nord, de la Caroline du Sud au sud du Kansas, Texas), en Amérique centrale (Honduras, Nicaragua) et dans les Antilles (Cuba, République dominicaine, Grenade, Guadeloupe et Martinique, Porto Rico, Trinité et Tobago, etc.) et en Amérique du Sud (notamment Brésil, Chili, Équateur (y compris îles Galápagos), Guyane française, Paraguay et Pérou).